# Мало-Янісольська волость
Мало-Янісольська волость — адміністративно-територіальна одиниця Маріупольського повіту Катеринославської губернії.
Станом на 1886 рік складалася з 3 поселень, 3 сільських громад. Населення — 4274 особи (2219 чоловічої статі та 2055 — жіночої), 937 дворових господарств.
|                     | Площа, десятин | У тому числі орної, дес. |
| ------------------- | -------------- | ------------------------ |
| Сільських громад    | 40027          | 24150                    |
| Приватної власності | —              | —                        |
| Казенної власності  | —              | —                        |
| Іншої власності     | —              | —                        |
| Загалом             | 40027          | 24150                    |

Поселення волості:
- Малий Янісоль — колонія грецька при річці Кальчик за 35 верст від повітового міста, 2741 особа, 530 дворів, православна церква, школа, земська станція, винний склад, 4 лавки, 3 ярмарки на рік.
- Анадоль — колонія грецька при річці Малий Кальчик, 1074 осіб, 167 дворів, молитовний будинок, земська станція, лавка.
- Чердакли — колонія грецька при річці Кальчик, 1424 особи, 240 дворів, православна церква, школа, земська станція, лавка, 3 постоялий двори.